# No Limits (EP)
No Limits é a décima quinta peça estendida (e a primeira do material original) gravada pela banda de rock porto-riquenha-americana Boyce Avenue . Foi lançado para os varejistas digitais em 22 de abril de 2014 através do selo independente da banda 3 Peace Records . Em maio de 2014, o No Limits entrou na parada de álbuns da Billboard Heatseekers no No. 14.

## Antecedentes e gravação
Nos quatro anos desde o último lançamento oficial da banda ( All We Have Left ), em Boyce Avenue, em 2010, a Boyce Avenue se tornou a banda mais assistida e terceira mais assistida no YouTube devido às suas capas populares de hits pop contemporâneos e tem sido amplamente divulgada. fazendo turnês pelo mundo, incluindo a abertura para datas selecionadas na turnê Up All Night da One Direction . Retornando às raízes de escrever e produzir músicas originais, a banda começou a gravar material original em 2013. Uma dessas novas músicas, "One Life", foi lançada em novembro de 2013, com todos os rendimentos dos downloads digitais da música indo para a organização de caridade Pencils of Promise .
Distribuído de forma independente pelos 3 Peace Records da banda depois que eles deixaram a Universal Records em agosto de 2011, No Limits foi escrito, gravado e produzido pelos irmãos Manzano. O EP contém um som mais eletrônico e influenciado por pop do que o seu rock acústico, incluindo uma colaboração com o produtor de EDM Milkman. O vocalista Alejandro declarou em um lançamento para sua aparição no GMA que o EP "mostra nossas experiências nos últimos anos" e que a música pop "realmente inspirou a direção da nossa música".

## Promoção
A banda excursionou pela Europa em março e abril de 2014 para promover o EP, com a data de lançamento original de março adiada para 22 de abril de 2014. Eles também fizeram uma aparição no Good Morning America em 29 de abril para apresentar seu single "I'm be the one". No Limits pretende ser uma introdução à nova era da Boyce Avenue, com um álbum completo planejado para o final do ano.

### Músicas
"One Life" foi lançado como single principal oficial do EP em 3 de novembro de 2013. No mesmo dia, estreou no YouTube um videoclipe da "Collab Version", com mais de uma dúzia de outras estrelas do YouTube .  O videoclipe oficial estreou em 29 de dezembro de 2013.
A colaboração do Milkman, "Eu vou ser o único", foi lançada em 23 de março de 2014 como o segundo single oficial quando foi publicado na página oficial do SoundCloud da banda.  A música foi apresentada (sem Milkman) no Good Morning America.
"Speed Limit" foi lançado como o terceiro single oficial em 18 de maio de 2014.  O videoclipe estreou no canal oficial da banda no YouTube naquele dia.

## Recepção critica
Ana Perez, do The Pearl Post, fez uma revisão mista do EP, escrevendo que "o EP de sete faixas lutava para encontrar sua própria voz, com cada música soando muito parecida entre si", mas observou que, apesar disso, "o objetivo por trás disso" a música deles permaneceu forte o tempo todo ". O blog de música britânica All-Noise descreveu o EP como uma "coleção de canções pessimista, mas sugestiva, com uma forte vibração do OneRepublic e do The Script"; O revisor Philip Lickley também comentou sobre as músicas com sons semelhantes, mas mesmo assim classificou o EP 7/10, chamando-o de "um ótimo EP ... definitivamente vale a pena agarrar".

## Lista de músicas
| N.º            | Título                          | Duração |  |
| 1.             | "Speed Limit"                   | 3:40    |  |
| 2.             | "One Life"                      | 3:50    |  |
| 3.             | "I Had to Try"                  | 3:37    |  |
| 4.             | "Scars"                         | 3:34    |  |
| 5.             | "I'll Be the One" (com Milkman) | 3:41    |  |
| 6.             | "Speed Limit" (Acústico)        | 3:50    |  |
| 7.             | "One Life" (Acústico)           | 3:47    |  |
| Duração total: | Duração total:                  | 25:59   |  |